# Дорошевка
Доро́шевка (рос. Дорошевка, башк. Дорошевка) — присілок у складі Давлекановського району Башкортостану, Росія. Входить до складу Сергіопольської сільської ради.
Населення — 230 осіб (2010; 194 в 2002).
Національний склад:
- росіяни — 64 %